# Nagaishi Takumi
Takumi Nagaishi (sinh ngày 16 tháng 2 năm 1996) là một cầu thủ bóng đá người Nhật Bản.

## Sự nghiệp câu lạc bộ
Takumi Nagaishi đã từng chơi cho Cerezo Osaka.